# Someone Like You (chanson de Van Morrison)
Pour les articles homonymes, voir Someone Like You.
Singles de Van Morrison
Did Ye Get Healed?
(1987) Queen of the Slipstream
(1988)
Someone Like You est une chanson de l'auteur-compositeur nord-irlandais Van Morrison issue de son dix-septième album studio Poetic Champions Compose paru en 1987.
Utilisée dans de nombreux films, la chanson a par la suite fourni la trame de l'un des classiques et des ballades d'amour les plus populaires de Morrison, Have I Told You Lately, parue en 1989.
En 1987, le single s'est classé à la 28e place du Hot Adult Contemporary Tracks aux États-Unis. En 2019, il a atteint la première place du classement des diffusions radio en Irlande.

## Histoire
Someone Like You est enregistré durant l'été 1987 aux Wool Hall Studios à Beckington dans le Somerset, avec Mick Glossop comme ingénieur.
La chanson est rééditée sur deux des albums de compilation de Morrison en 2007. Une version remastérisée est incluse dans l'album Still on Top - The Greatest Hits et elle fait partie de l'album de compilation, Van Morrison at the Movies - Soundtrack Hits.

## Musiciens
- Van Morrison : voix, guitare ;
- Neil Drinkwater : piano ;
- Steve Pearce : guitare basse ;
- Roy Jones : batterie, percussion ;
- Fiachra Trench : arrangement des cordes

## Au cinéma
La chanson a été utilisée dans les films suivants :
- Ta mère ou moi (1991)
- Le Baiser empoisonné (1992)
- French Kiss (1995)
- Un beau jour (1996)
- Attraction animale (2001)
- Le Journal de Bridget Jones (2001)
- American Sniper (2014)

## Reprises
La chanson est reprise notamment par Dina Carroll, Vanessa Lynn Williams, Shawn Colvin et John Waite.